# The Bugle Call (film, 1912)
Pour les articles homonymes, voir The Bugle Call.
The Bugle Call est un film muet américain réalisé par Thomas H. Ince et sorti en 1912.

## Fiche technique
- Réalisation : Thomas H. Ince
- Date de sortie : 
  - États-Unis : 13 août 1912

## Distribution
- Ray Myers
- Ann Little
- J. Barney Sherry
- Jean Hathaway
- Leo D. Maloney